# Час після обіду
Час після обіду — час доби з півдня або обіду до вечора.

## Події
Південь — це час найвищого стояння Сонця над горизонтом. У другій половині дня Сонце рухається від орієнтовно центру неба до глибокого заходу. Пізнім днем сонячне світло особливо яскраве, оскільки Сонце знаходиться під невеликим кутом на небі. Стандартний робочий час у більшості індустріально розвинених країн проходить з ранку до пізнього півдня або ввечері — як правило, з 11 ранку до 7 вечора (або до 8 вечора в деяких країнах) — тому остання частина цього часу відбувається в другій половині дня. Школи зазвичай закінчують заняття вдень.

## Історія
У Давньому Римі світловий день ділився на 12 годин, з'єднаних у чотири частини по три години в кожній; час після обіду включав третій квартал світового дня, охоплюючи період з полудня до кінця «дев'ятої години дня» Wolfgang Trapp: Kleines Handbuch der Maße, Zahlen, Gewichte und der Zeitrechnung. Philipp Reclam, Stuttgart 2001, ISBN 3-89836-198-5, S. 53. Цей поділ утратив своє значення лише в середньовіччі, після якого запанувало незмінне ведення доби протягом 2 годин рівномірної тривалості Dietmar Wünschmann: Die Tageszeiten. Ihre Bezeichnung im Deutschen. N. G. Elwert Verlag Marburg, 1968, S. 19 ff. 